# Institut for Kultur og Læring
Institut for Kultur og Læring er et institut på Aalborg Universitet, der varetager undervisning og forskning i bl.a. samfund, kultur, uddannelse, identitet, læring, sprog og digitalisering.
Instituttet ledes af en institutleder og fire viceinstitutledere.

## Uddannelser
| Bacheloruddannelser: - Anvendt filosofi - Dansk - Engelsk - Organisatorisk læring - Sprog og Internationale Studier - Engelsk - Sprog og Internationale Studier - Spansk - International Virksomhedskommunikation Engelsk | Kandidatuddannelser: - Anvendt filosofi - Dansk - Engelsk - International Virksomhedskommunikation Engelsk - International Virksomhedskommunikation Spansk - IT, Læring og Organisatorisk Omstilling - Kultur, Kommunikation og Globalisering - Læring og Forandringsprocesser - Turisme |

## Ekstern henvisning
- Hjemmeside